# Jungnau
Jungnau ist ein Ortsteil der baden-württembergischen Stadt Sigmaringen im Landkreis Sigmaringen (Deutschland). Bis zur Kreisreform des Jahres 1973 in Baden-Württemberg war Jungnau eine selbständige Gemeinde; zum 1. Februar 1974 wurde der Ort in die Kreisstadt Sigmaringen eingemeindet.

## Geographie und Verkehr

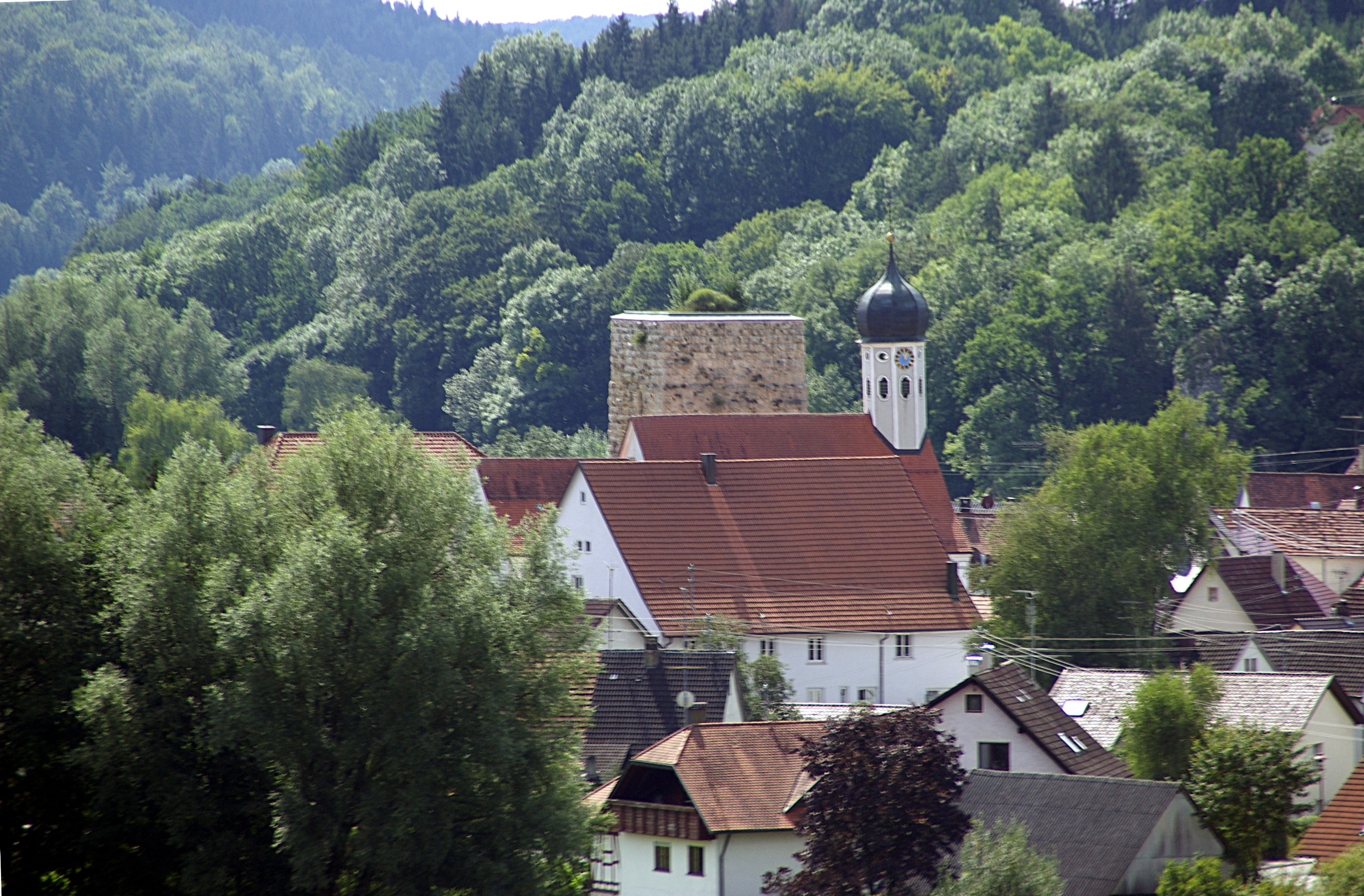
Alter Ortskern

Jungnau liegt rund sieben Kilometer nördlich von Sigmaringen im unteren Laucherttal und dem Naturpark Obere Donau gelegen und umfasst eine Gemarkung von circa 2235 ha. Etwa 1/3 ist im Besitz der Gemeinde (zumeist Wald).
Das Dorf liegt auf 610 m über Normalnull, wobei die höchsten Erhebungen der Gemarkung knapp an 800 m Höhe reichen.
Jungnau besitzt eine Haltestation der Hohenzollerischen Landesbahn an der Bahnstrecke Engstingen–Sigmaringen. Die Bundesstraße 32 (in diesem Abschnitt identisch mit der Bundesstraße 313) bildet die Durchgangsstraße.

## Geschichte
Die Region war schon früh besiedelt, wie Funde im nahe gelegenen Veringenstadt belegen. Als älteste Siedlung auf der Gemarkung Jungnau gilt Hoppental (um 800 v. Chr.). Auf einem Friedhof aus der Bronzezeit wurde ein Skelett mit zwei Armringen aus Bronze gefunden.
Etwa um 400 v. Chr. wurden Kelten in der Gegend sesshaft. Von ihnen soll der Name „Lauchert“ stammen (Lochert-Luchat, später Luachert).
Den Kelten folgten die Römer, die die keltischen Stämme besiegten und über die Donau nach Norden vordrangen. Etwa um 80 n. Chr. war das Land in ihrer Gewalt. Die Römer erschlossen die Gegend und legten u. a. einige Römerstraßen an. Auf deren Trassen liegen z. B. die alte Straße von Sigmaringen nach Jungnau und das Hochsträß. Im Jahre 1841 wurden Gegenstände aus dieser Zeit gefunden (Geräte aus Eisen, eine Pflugschar und Hacke, Meißel und Pfeile); 1881 wurde eine römische Bronzemünze beim Nollhof gefunden.

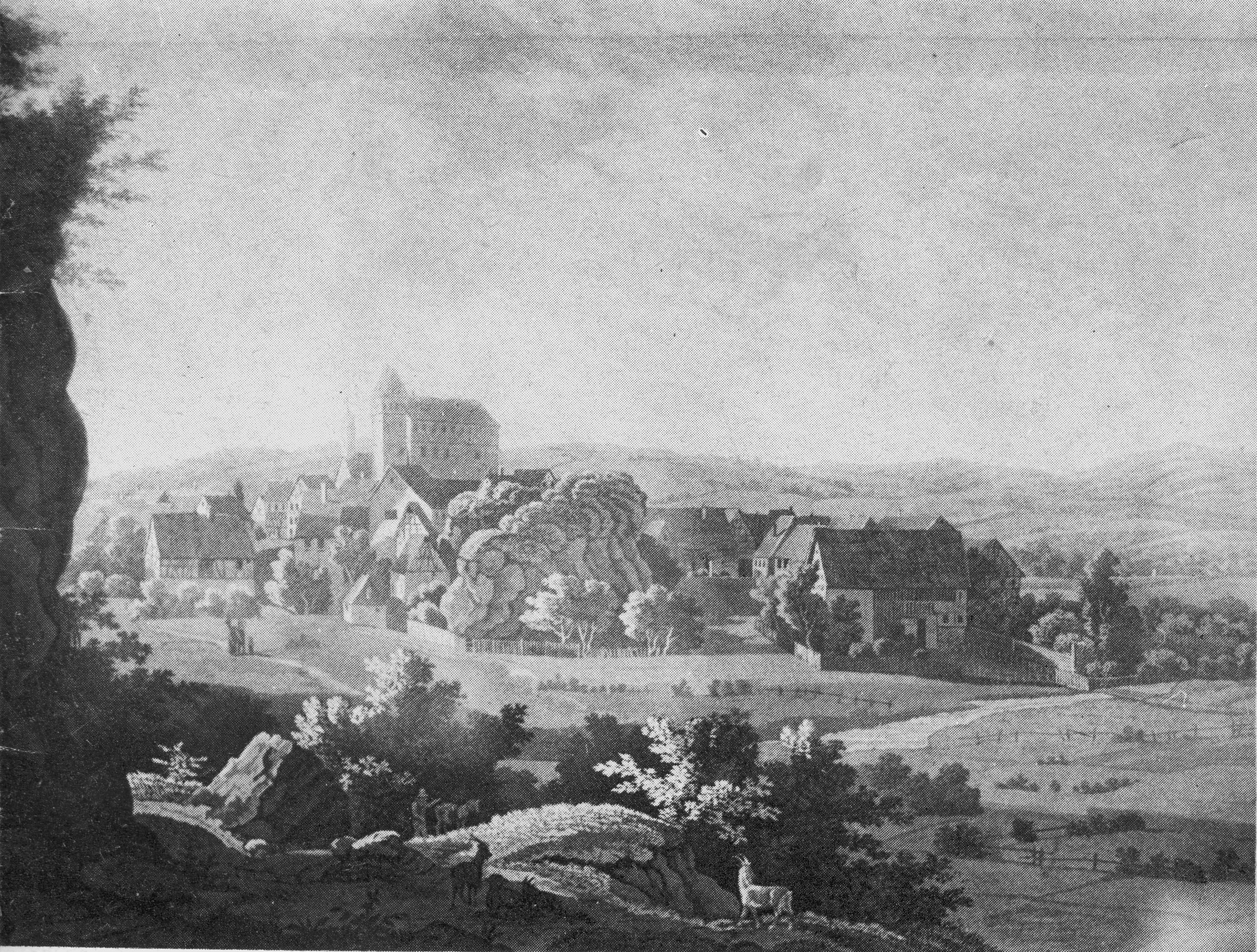
Jungnau um 1834

Um 260 n. Chr. drangen Alemannen in das damals römische Gebiet ein und zogen bis zur Schwäbischen Alb und dem Neckar. Sie gründeten Ortschaften, deren Namen auf „-ingen“ enden. Ämpfingen und Indefingen, abgegangene Weiler auf der Gemarkung Jungnau, sind darauf zurückzuführen – beide sind heute noch als Flurnamen erhalten geblieben. Der Name der erstgenannten Siedlung wurde von deren Gründer (Ampho) abgeleitet und bedeutet sinngemäß „bei den Angehörigen der Sippe des Ampho“. Die Gründungen werden in das 4.–5. Jahrhundert datiert.
Um 1100 wurde auf der Gemarkung circa 2,5 Kilometer südlich von Jungnau die Burg Isikofen errichtet. 1385 wurde sie nur noch als Burgstall erwähnt. Reste der Umfassungsmauer als Mauerschutt und Reste eines Gebäudes sind heute noch erkennbar. Im 13. Jahrhundert gab es eine Burg Schiltau (Schiltowe, Schiltow), welche die Herren von Schiltau als Lehen der Herrschaft Gammertingen im Besitz hatten. Der Herr von Schiltau wurde 1200 als Zeuge genannt (mit ihm seine Burg mit einer Siedlung). Jungnau (als Name einer Burg: Jungenowe (bedeutet so viel wie „Platz im Wiesental der Herren von Jungingen“), Jungnow) an sich wird erstmals 1333 bei der Güterschenkung der Guta von Affelstetten an das St. Nikolausalmosen in Überlingen erwähnt. Kurz zuvor entstand der Ort, als 1316 Burkhard von Jungingen die Burg Schiltau mit Siedlung erwarb und in unmittelbarer Nähe eine neue Burg (Burg Jungnau) errichtete. Von der Burg Schiltau sind heute nur noch durch Wohnhäuser und Gartenanlagen überbaute Mauerreste erhalten. Der Bergfried der Burg Jungnau steht heute noch als Wahrzeichen im alten Dorfkern. Im 14. und 15. Jahrhundert gingen die unten genannten Weiler und Dörfer in Jungnau auf.

### Chronik

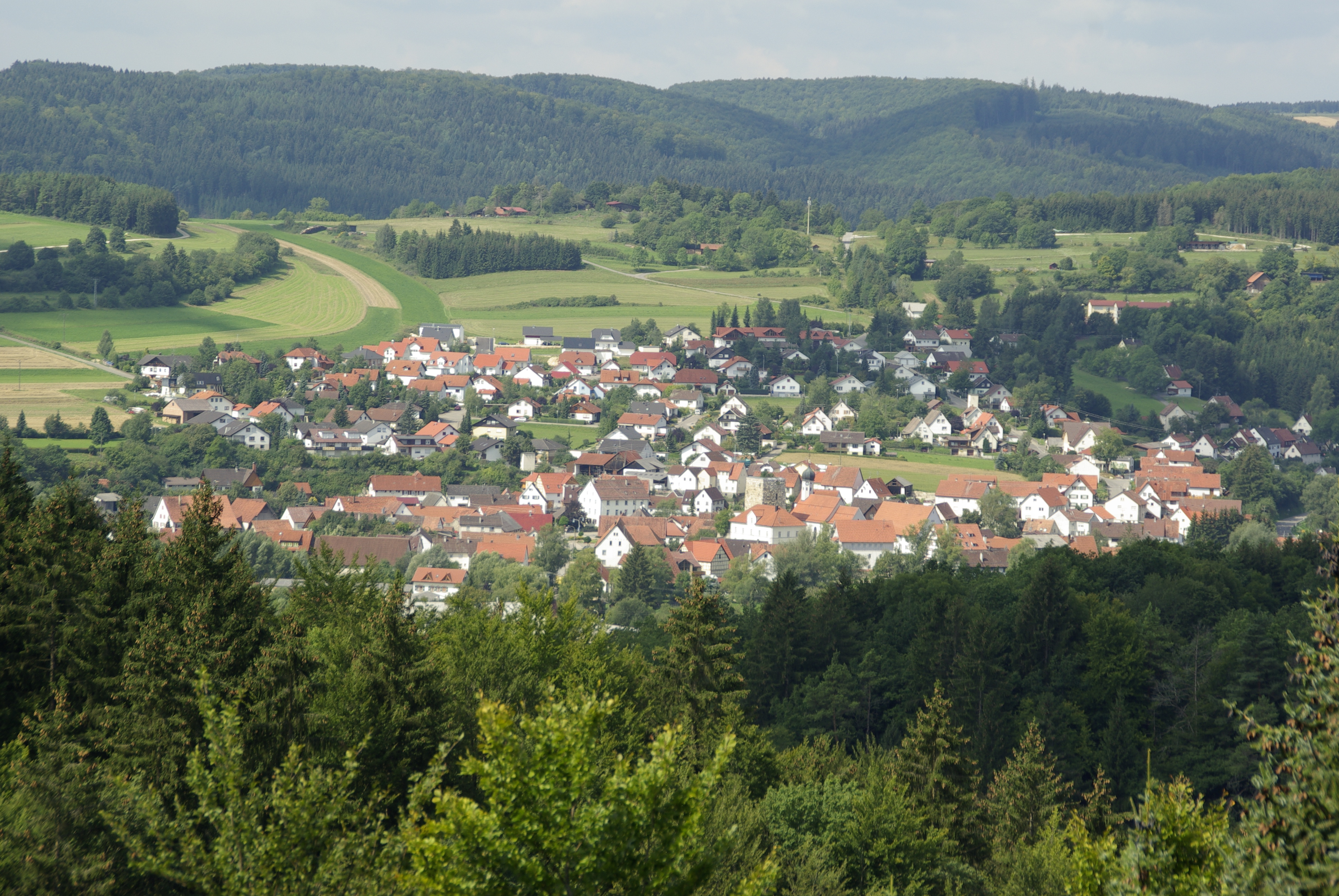
Jungnau (2007)

Vor 1200 wurde die Burg Schiltau gebaut, gleichzeitig entstand eine Siedlung. Die Edlen von Schiltau waren ein Ministerialgeschlecht, das im Dienst der Grafen von Veringen stand.
Die Herren von Jungingen (Ritter Burkhard von Jungingen) kauften 1316 die Burg Schiltau von Berthold der Schiltower. In der Folge wurde die Burg Jungnau errichtet. 1333 wurde Jungnau erstmals als „Jungenowe“ erwähnt. Beide Burgen wurden 1355 an die Adelsfamilie Hohenfels-Jungingen übergeben. 1367 erwarben die Herren von Reischach die Herrschaft Jungnau (Jungnau mit Burg und Vorhof, Burg Schiltau mit Vorhof und weiter Orte). 1385 wurde Jungnau hohenbergisches Lehen, blieb aber weiterhin im Besitz der Herren von Reischach.
1418 erwarben die Grafen von Werdenberg die Herrschaft (darunter Jungnau und die Feste). 1423 wurde die Burg Schiltau erstmals nur noch als Burgstall erwähnt, wurde aber 1444 nochmal als „Veste“ bezeichnet. Dies gilt als die letzte Erwähnung als Burgsitz.
1534 ging die Herrschaft Jungnau nach dem Aussterben des damaligen Herrschergeschlechts als Allod an die Grafen von Fürstenberg weiter. Unter den Fürstenbergern entstand das Obervogteiamt Jungnau. 1742 wurde die Kirche St. Anna fertiggestellt.
1806 ging im Zuge der Neuordnung Mitteleuropas durch Napoleon (Rheinbundakte) das Obervogteiamt Jungnau an das Fürstentum Hohenzollern-Sigmaringen, wobei jedoch die Fürstenberger die Niedrige Gerichtsbarkeit und die Polizeigewalt behielten. Deshalb wurde ein Patrimonialamt eingerichtet. Dieses umfasste neben Jungnau auch noch die unter 1603 aufgeführten Orte. Die Niedrige Gerichtsbarkeit wurde 1840 von den Fürstenbergern an Hohenzollern-Sigmaringen abgegeben; zum 31. Oktober 1840 wurde das Patrimonalamt aufgelöst. Die Orte wurden auf die hohenzollerischen Oberämter Gammertingen, Sigmaringen und Straßberg verteilt.
1844 wurde die Burg Jungnau abgerissen. 1885 wurde die Freiwillige Feuerwehr gegründet. 1925 wurde Jungnau durch das Zusammenlegen der preußischen Oberämter Sigmaringen und Gammertingen ein Teil des daraus entstehenden Kreises Sigmaringen.
Am 27. Februar 1945 starben 32 Menschen bei einem Tieffliegerangriff auf einen Personenzug der Hohenzollerischen Landesbahn. 1949 wurde das heutige Gemeindewappen verliehen. Am 1. Februar 1974 wurde die Gemeinde Jungnau im Zuge der Gemeindereform in die Stadt Sigmaringen eingegliedert.
Beim Hochwasser Ende Mai/Anfang Juni 2013 trat nach tagelangen Starkregenfällen auch die Lauchert über die Ufer. Teile des Dorfes standen unter Wasser.

### Ehemalige Weiler und Dörfer auf der Gemarkung

#### Affelstetten
Der Weiler Apfelstetten lag 1500 Meter nördlich am rechten Talhang. Die gleichnamige Burg Affelstetten lag 500 Meter weiter auf einem Felsen (Gemarkung Veringendorf). Der ansässige Ortsadel wird im 13. und 14. Jahrhundert genannt, der Weiler im 14. und 15. Jahrhundert. Der Weiler und die Burg scheinen Ende des 15. Jahrhunderts abgegangen zu sein.

#### Frauenberg
Der Weiler (auch Frawelsberg) wird im 14. und 15. Jahrhundert in Urkunden erwähnt. Er lag rund drei Kilometer westlich von Jungnau (Nahe dem heutigen Aussiedlerhof Rauschberg).

#### Empfingen
Der Weiler (auch Ampfingen) tritt im 14. und 15. Jahrhundert in Verbindung mit Jungnau urkundlich in Erscheinung. Er lag am linken Lauchertufer Nahe dem heutigen Bahnhof und dem Friedhof. Empfingen scheint in Jungnau aufgegangen zu sein.

#### Isikofen
Der Weiler (auch Ysenkofen), ebenfalls mit Burg (Burg Isikofen um 1100 gegründet), lag rund 2,5 Kilometer südlich von Jungnau auf der linken Talseite wurde urkundlich im 14. und 15. Jahrhundert genannt. Die Burg wird 1385 als Burgstall und Isikofen in der zweiten Hälfte des 15. Jahrhunderts als Grenzort der Grafschaft Sigmaringen bezeichnet.

#### Indelfingen und Indelkofen
Urkundliche Nennungen sind zu diesen Orten nicht bekannt. Es handelt sich heute um Flurnamen südlich von Jungnau auf der rechten Talseite, die auf zwei abgegangene Weiler hindeuten.

### Aussiedlerhöfe auf der Gemarkung Jungnau
- Großwieshof: nach 1855 erbaut
- Hoppental: 1536 erwähnt, 1887 gab es noch Höfe, jedoch wurden die letzten Häuser 1927 abgebrochen. Auch hier ist noch eine Verbindung im Flurnamen erhalten.
- Nollhof: nach 1860 erbaut
- Rauschberg: Bereits 1253 als Lehengut „Huscberch“ des Grafen Wolfrad d. jüngeren von Veringen erwähnt.[5] Als Aussiedlerhof nach 1840 erbaut.

## Religion
Jungnau ist historisch römisch-katholisch geprägt. Es war eine Filiale der Pfarrei Veringendorf, 1879 Pfarrkuratie und 1889 eigene Pfarrei. Im Laufe der Zeit wurde dann Jungnau von Veringenstadt, heute von Sigmaringen versorgt. Der Ort verfügt über eine Pfarrkirche (St. Anna).

## Politik

### Ortsvorsteher
Ortsvorsteher ist Anton Fetscher (2011).

### Wappen
- Blasonierung: Geteilt von Blau und Silber; darin oben eine silberne Schere, unten eine dreilatzige schwarze Fahne.
- Beim Wappen wird auf die Wappen der Adelsgeschlechter von Jungingen (silberne Schere auf blauem Grund) und von Werdenberg (dreilatzige Fahne), beide zeitweilige Besitzer von Jungnau, Bezug genommen.
- 1947: Vorschlag des Stadtarchivs Sigmaringen
- Verleihung am 28. Januar 1949 durch das Innenministerium Württemberg-Hohenzollern (Nr. IV 3012 B/13).

## Kultur und Sehenswürdigkeiten
Jungnau ist einziger Stadtteil von Sigmaringen, der Teil der Ferienregion „Im Tal der Lauchert“ ist.

### Bauwerke

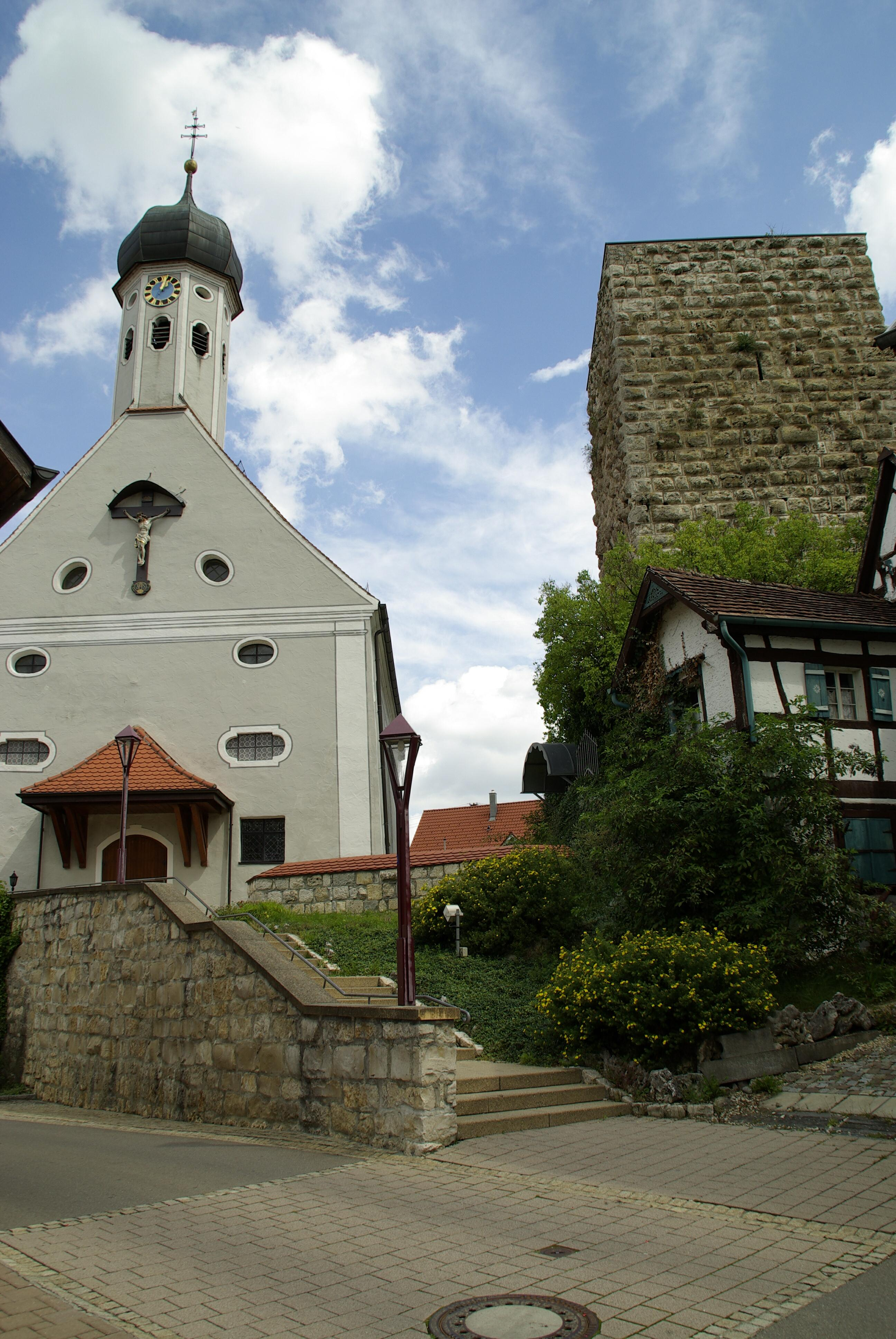
St.-Anna-Kirche, Bergfried und „Alte Post“

- St.-Anna-Kirche: Die Pfarrkirche im alten Ortskern stammt aus den Jahren 1738/39 und besitzt einen achteckigen Kirchturm (Dachreiter) mit Uhr und Zwiebelhaube. Sie ist der Heiligen Anna geweiht und wurde 1742 fertiggestellt. Die barocken Pläne lieferte der fürstlich fürstenbergische Hofbaumeister Johann Georg Brix aus Meßkirch. Das Innere ist flachgedeckt. Der Hochaltar stammt aus dem Jahr 1940 und ist von zwei spätbarocken Seitenaltären umgeben.
- Bergfried (Kaiser-Wilhelm-Turm): 1844 wurde die rund 3100 m² umfassenden Burganlage Jungnau abgebrochen (in der Folge wurde das Schulhaus (heutige Grundschule) auf dem Platz der ehemaligen Burg errichtet). Der mit Buckelquader verkleidete und 18 Meter hohe Bergfried blieb erhalten.[6] Der früher darauf thronende Fachwerkbau mit Satteldach wurde abgetragen. An der Stelle des heutigen Pfarrheimes St. Anna sind noch zwei Meter hohe Grundmauern des Fruchtkastens erhalten.
- Schächerkapelle: 1826 am Friedhof erbaut. Sie beherbergt eine circa 400 Jahre alte große Kreuzigungsgruppe mit Einzelfiguren von Jesus Christus und den beiden Schächern am Kreuz, daher die Namensgebung.
- Hl. Nepomuk: Bei der Lauchertbrücke findet man einen kleinen Bildstock. Dieser enthält eine circa 80 cm große Figur (um 1750) des Hl. Johannes von Nepomuk.
- Alte Post: Am Fuße des Bergfriedes befindet sich ein kleines Fachwerkhaus (ehemalige Poststelle). Dieses bildet mit dem Bergfried, der Kirche und dem neugestalteten Aufgang das typische „Postkartenmotiv“ von Jungnau.
- Ehemalige Mühle: Angrenzend zur Burganlage steht ein prächtiges Fachwerkhaus. Die ehemalige Mühle wurde zum Wohnhaus umgebaut.
- Rathaus: 1952 eingeweiht ersetzte es ein vorher an diesem Platz vorhandenes großes Fachwerkgebäude in dem u. a. die Schule untergebracht war. Dieses ist leider 1950 abgebrannt. Im Rathaus ist heute die Ortschaftsverwaltung untergebracht.
- Burgruine Isikofen: Mauerschutt bildet den Rest der Umfassungsmauer. Ebenfalls sind noch Reste eines Gebäudes zu erkennen.

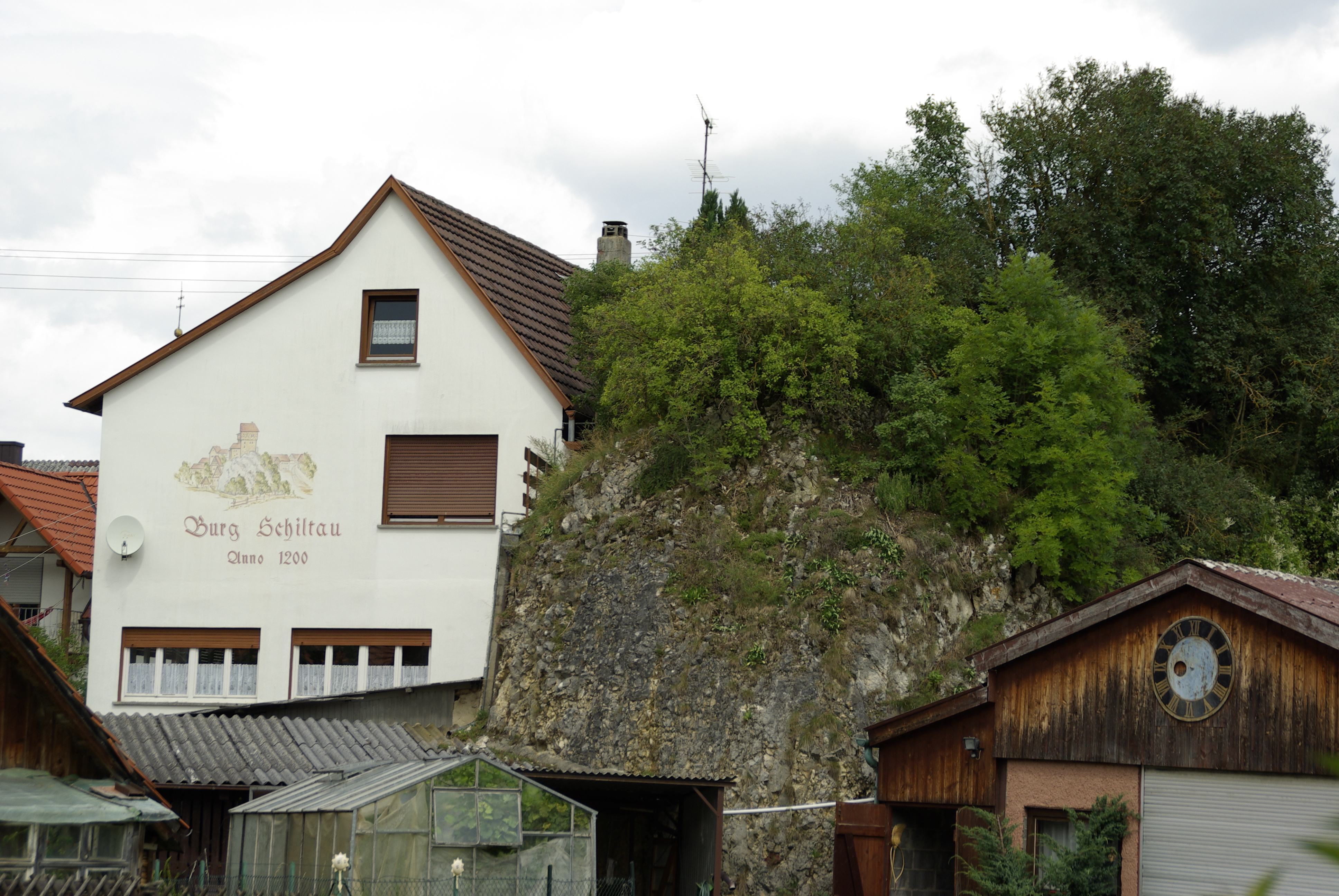
Standort der ehemaligen Burg Schiltau

- Schiltachmauer: Reste der Burg Schiltau findet man heute noch in der Schiltachstraße.
- Die Ruine Hertenstein ist eine Burgruine unbekannter ständischer Zuordnung zwischen Jungnau und Bingen.
- In Jungnau wird auf einem Stein an den Fliegerangriff mit Toten im Jahr 1945 erinnert.

### Naturdenkmale
Zwischen Jungnau und Hochberg liegt der künstliche Erzschacht Eulengrube.

### Kulinarische Spezialitäten
Die Jongner Scheer (Jungnauer Schere) ist ein dem ehemaligen Gemeindewappen abgeschautes süßes Gebäck.

## Wirtschaft und Infrastruktur
In Jungnau befindet sich mit der Cedros GmbH Deutschlands älteste Perlmuttschleiferei.

## Persönlichkeiten
- Otto Carl Würth (1803–1884), Mitglied der Frankfurter Nationalversammlung
- Karl Volk (1885–1965), Bildhauer
- Die als Anita & Alexandra Hofmann bekannten Schlagersängerinnen Alexandra Geiger (* 11. Februar 1974) und Anita Hofmann (* 13. April 1977) wuchsen in Jungnau auf.